# Объединённая демократическая партия (Белиз)
Объединённая демократи́ческая па́ртия Бели́за (ОДП, англ. United Democratic Party) — правящая с 2008 года партия Белиза, придерживающаяся право-консервативных взглядов. Партия была образована в 1973 году объединением основных оппозиционных сил с целью создания сильной оппозиционной партии (включая Партию национальной независимости), способной противостоять доминировавшей в то время на политической сцене страны Народной объединённой партии и получила в 1974 году 6 мест в парламенте. Под руководством Мануэля Эскивеля партия смогла впервые прийти к власти. В 2005 году партия поддерживала массовые манифестации населения против бюджета, разработанного НОП.
Член Карибского демократического союза.

## Периоды нахождения у власти
- 1984—1989 — партия впервые приходит к власти под руководством Мануэля Эскивеля.

- 1993—1998 — второй срок Мануэля Эскивеля на посту премьер-министра.

- 2008—2020 — партия возвращается к власти под руководством Дина Барроу.

На парламентских выборах 2008 года партия завоевала 25 из 31 места в Палате представителей.

## Внешние ссылки
- Официальный сайт партии Архивная копия от 3 марта 2009 на Wayback Machine